# 新店渓橋列車火災事故

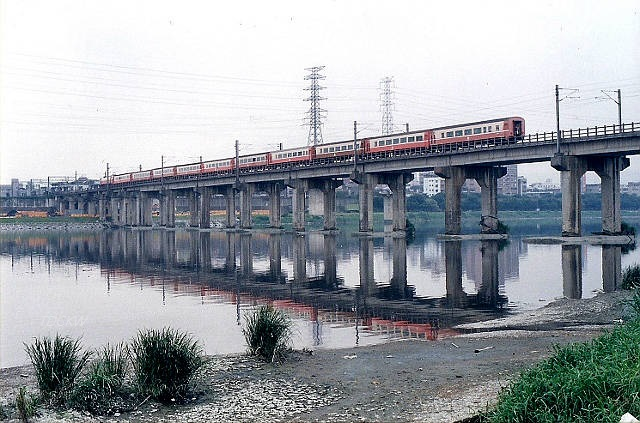
新店渓橋を渡る列車（1999年。参考画像）

新店渓橋列車火災事故（しんてんけいきょうれっしゃかさいじこ、中: 新店溪橋火燒車事故）は、1948年5月28日に、中華民国の台湾省鉄路管理局（以下、省鉄路局）縦貫線万華駅と板橋駅の間にある新店渓上の新店渓橋（現在の華翠大橋）を走行中の列車で発生した火災事故。
乗客が車内に危険物を持ち込んで火災を起こし、車両4両が焼損した。乗客の死傷者は、死者21人、重傷者40人、軽傷者36人。その他、43人が事故調査を経て死亡したと推定された。
この記事では、UTC+9の標準時を基準とする（当時は夏時間採用）。

## 事故経過

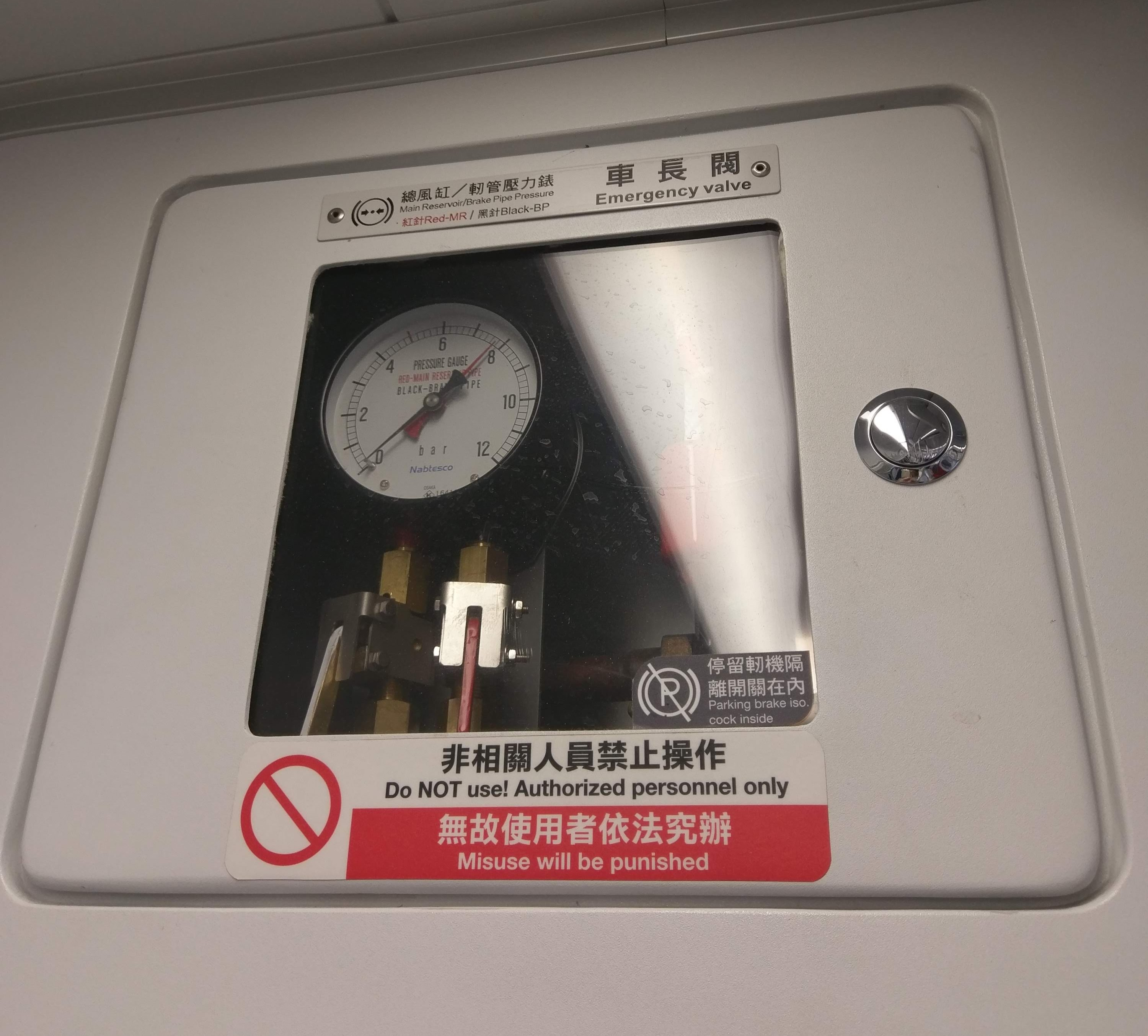
客室内非常ブレーキ（参考画像）

1948年5月28日14時58分、第29次列車（11両編成）が万華駅を出発して板橋駅に向かう途中、新店渓橋に接近したところで突然9両目の三等車（車両番号22034）で火災が発生した。乗客は両端の車両に避難して、中には窓から新店渓（橋の下の川）に飛び込んだ者もいた。
当時、列車の後方（貨物車両）にいた改札係の陳東昇は事故発生を知り、非常ブレーキを作動させたため、後方に避難した乗客が後ろの扉から安全に降りることができたが、改めて発車しようとした際に、発火した車両と無事な車両を分離させる方法がなかったことから、依然として「制動（ブレーキ）」状態だった（運転手が、発火して壊れた連結部分を回復出来なかったことが理由であった可能性がある）。その後、火災を処理するために消防士を後方に派遣した。消防士は、火災が8両目の後方に広がったのを見ると、急いで8両目と7両目の連結部分のフックを外して、前方7両を板橋駅に向かって再び発車させ、橋の上に残された4両が強い火勢のままに全焼してしまった。

## 被害
省鉄路局、台湾鉄路工会（労組）、中国国民党台湾区鉄路党部、台湾省政府社会処で結成された「新店渓橋傷亡旅客善後救済処理委員会」の統計によれば、乗客21人が死亡、40人が重傷、36人が軽傷。その他、家族が行方不明者として51人を届け出て、事故調査を経てそのうち43人がこの事故により死亡したと推定された。さらに、車両4両が焼失（三等客車2両、二等客車1両、貨物車1両）して、荷物19個、小包38個、枕木118本も焼損した。死因は溺死と焼死に大別され、火勢が強かったことから全焼した車内での焼死者は身元判別が困難なほどだった。
台湾省で最初の大惨事と位置づけられただけではなく、鉄道事故としては、2021年の北廻線太魯閣号脱線事故が起きるまでは長らく台湾で最も重大な列車事故とされてきた。火災事故としても、1984年に103人が死亡し22人が負傷した台北県瑞芳鎮の鉱山事故による火災（zh）および、1995年に64人が死亡し、11人が負傷した台中市のレストラン火災（zh）に次ぐ規模となっている。

## 事故処理
運行は翌日昼に再開された。政府職員と議員が病院に慰問に訪れ、省鉄路局もまた従業員を動員して1日の収入を寄付した。救済金についてては、犠牲者に台幣35万元が、障害が残った人に25万元が、重傷の旅客は医療費の負担がなく10万元が支給され、軽傷者もまた医療費が公費で負担された。
台湾省参議会は、事故に対する徹底的な調査と責任の追及、犠牲者への見舞金と負傷者への医療費の支給を要求した。さらに政府に調査委員会の設立を要請して、省鉄路局には運行する車両の徹底的な検査と枕木の交換を要求した。国民大会懇親会は車両火災事故の座談会を開き、当時の省鉄路局局長郎鍾騋を招請して事故処理の経過を報告した。事故の原因は、乗客が樟脳またはガソリンを車内に持ち込み、火災を起こしたことだった。
台北市双園区（現：万華区）議員（zh）会会長の林打銅が同年の6月12日14:40に新店渓橋のほとりで追悼式典を執り行った。省鉄路局は10万元を補助して、また同日16:00から6月16日16:00まで龍舟競漕、超渡陰魂の活動が行われた。6月25日には台北県板橋鎮（現在の新北市板橋区）でも追悼式典が開催され、板橋鎮鎮長の林燕清が主祭、省鉄路局副局長の修城が陪祭を務めた。省鉄路局は追悼式典に列車で向かう家族に無料で乗車券を提供した。

## 安全強化
この事故が発生する16日前の5月12日にも、台北駅を発車した第29旅客列車では、三等客車内旅客の持ち込んだガソリンライターとその燃料用ガソリンにより別の旅客の麦わら帽に引火する事故が起きていた（死傷者はゼロ）。この事故により省鉄路局車務処は各駅と鉄道警察に対し、旅客が麦わら帽やそれに類するものを持ち込むことについての注意を促していた矢先の事故だった。
その後、省議会で対策強化が提議されたこともあり、省鉄路局は乗客の危険物持ち込みを禁止する運動を強化し、報告した乗客が徴収された罰金の半分を受け取り、さらに鉄路警察（現・内政部鉄路警察局）が報告者に1,000元以上を支給できる奨励方法を策定した。